# Year of the Cat
《Year of the Cat》은 1976년에 발매된 영국의 싱어송라이터 알 스튜어트의 일곱 번째 스튜디오 음반이다. 그것은 알란 파슨스에 의해 제작되고 설계되었다. 이 음반은 피터 우드가 공동 작곡하고 올뮤직이 "의문의 여인"이라고 표현한 히트 싱글 〈Year of the Cat〉에 힘입어 미국에서 5위 안에 들었다. 음반의 다른 싱글은 〈On the Border〉였다. 스튜어트는 엘리자베스 시대의 선원이자 탐험가인 리처드 그렌빌 경 (1542년~1591년)에 대해 〈Lord Grenville〉을 썼다.
스튜어트는 어떤 곡의 제목을 짓기도 전에 모든 음악과 오케스트레이션을 작곡하고 완전히 녹음했다. 캐나다 라디오 인터뷰에서 그는 6개의 음반을 위해 이 작업을 했고, 그는 종종 각 곡마다 4개의 다른 가사를 쓴다고 말했다. 타이틀곡은 1966년 스튜어트가 쓴 〈Foot of the Stage〉라는 곡에서 유래한 것으로, 2년 후 자살로 사망한 영국의 인기 코미디언 중 한 명인 토니 핸콕에 대한 선견지명이 있는 가사가 있다. 스튜어트가 핸콕이 미국에서 잘 알려지지 않았다는 것을 알았을 때, 그는 그의 원래 타이틀인 〈Year of the Cat〉로 돌아갔다.

## 커버 아트
힙노시스와 일러스트레이터 콜린 엘지의 커버 디자인은 고양이에게 명백한 집착을 가진 여성을 묘사하고 있다. 그녀는 코스튬 파티를 위해 고양이처럼 차려입은 모습을 거울로 볼 수 있고, 옷장에 있는 모든 아이템은 고양이 모티브로 되어 있다. 스튜어트는 2004년 《Greatest Hits》 음반의 커버에 같은 컨셉을 사용했지만, 대부분의 고양이 아이템은 그의 다른 싱글들에 대한 언급으로 대체되었다.

## 평가
| 전문가 평가                 | 전문가 평가 |
| 평가 점수                   | 평가 점수   |
| 출처                        | 점수        |
| --------------------------- | ----------- |
| The All-Music Guide to Rock | [ 6 ]       |
| AllMusic                    | [ 7 ]       |
| Christgau's Record Guide    | B–          |

미국에서는 《Year of the Cat》이 1977년 3월에 플래티넘 인증을 받아 100만 장 이상의 판매고를 기록했다.
현대판 평가는 엇갈렸지만 대체로 긍정적이었다. 《빌보드》는 "스튜어트의 멋진 보컬과 가식 없이 매우 잘 편곡된 곡들"이 특징인 음반을 칭찬한 반면, 로버트 크리스트가우는 스튜어트가 역사적 주제에서 "스파이 소설" 톤으로 옮겨간 것이 개선이라고 생각했다. 스테레오 리뷰에 기고한 피터 라일리는 스튜어트의 "쉬익"하는 자매극이 본의 아니게 웃겼으며, 특히 "영광스러운 멜로 드라마" 〈On the Border〉와 결합되었을 때 더 웃겼다. 그럼에도 불구하고 라일리는 작사 겸 작곡, "따뜻하고 편안한 분위기" 그리고 스튜어트의 기타 실력을 높이 평가했다.
알란 파슨스의 작품과 풍부한 편곡은 널리 찬사를 받았다. 1987년까지 《Year of the Cat》은 Hi-Fi 시연에 사용되는 인기 있는 음반이 되었다.
크리스 우드스트라는 《Year of the Cat》을 알 스튜어트의 걸작이라고 불렀다. 올뮤직의 스티븐 토마스 얼와인은 이것이 스튜어트의 사운드와 스타일의 완성이라고 말하며 동의했다.

## 곡 목록
모든 곡들은 특별한 언급이 없는 한 알 스튜어트에 의해 작사/작곡하였다.
| #  | 제목                                       | 재생 시간 |
| -- | ------------------------------------------ | --------- |
| 1. | 〈Lord Grenville〉                         | 5:00      |
| 2. | 〈On the Border〉                          | 3:22      |
| 3. | 〈Midas Shadow〉                           | 3:08      |
| 4. | 〈Sand in Your Shoes〉                     | 3:02      |
| 5. | 〈If it Doesn't Come Naturally, Leave It〉 | 4:28      |

| #  | 제목                 | 작사·작곡           | 재생 시간 |
| -- | -------------------- | ------------------- | --------- |
| 1. | 〈Flying Sorcery〉   |                     | 4:20      |
| 2. | 〈Broadway Hotel〉   |                     | 3:55      |
| 3. | 〈One Stage Before〉 |                     | 4:39      |
| 4. | 〈Year of the Cat〉  | 스튜어트, 피터 우드 | 6:40      |